# Baryt
Baryt, eller tungspat, är ett mineral som består av bariumsulfat (BaSO4). Baryt är metallen bariums viktigaste mineral och återfinns underordnat i många svenska gruvor.

## Egenskaper
Baryt har stora likheter med kalkspat, men skiljer sig genom markant högre specifik vikt och att den ej fräser i syror. Den uppträder ofta som ett bladigt aggregat, vilket vid slag bildar stycken av rombisk form. Dessutom förekommer den som stalaktiter och stalagmiter, i korniga, täta jordartade massor och ibland som stora kristaller. Den bildar en fast lösning med strontiummineralet celestin.

## Förekomst

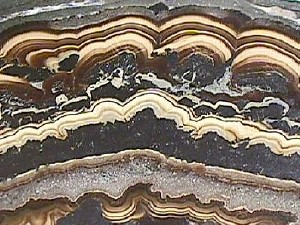
Polerat snitt som visar baryt med hematit, blyglans (och ev zinkblände) från Polen

Baryt förekommer sällan i rent tillstånd utan är insprängd i olika malmgångar och förekommer även tillsammans med krita.
Barytfyndigheter finns i Mellaneuropa vid Bologna med flera platser. I Sverige är den känd i Bölets mangangruva Sala, Dannemora, Långbans och Nordmarks gruvor, Gislöv i Skåne, samt i Pottäng på Alnön där brytning skedde under andra världskriget. I Norge har den hittats som vackra kristaller i Kongsbergs gruvor.

## Användning
Den i naturen förekommande rena baryten kan användas i finmalet tillstånd som både pigment och fyllnadsämne i färger, papper samt vid tillverkning av lackfärger. Finmald baryt uppslammad i vatten används som borrvätska vid oljeborrning.
Pigment utvunnet från mineralet baryt har Colour Index-beteckning Pigment White 22, till skillnad från syntetiskt bariumsulfatpigment som heter Pigment White 21. Båda numreras C.I. 77120.

## Se även

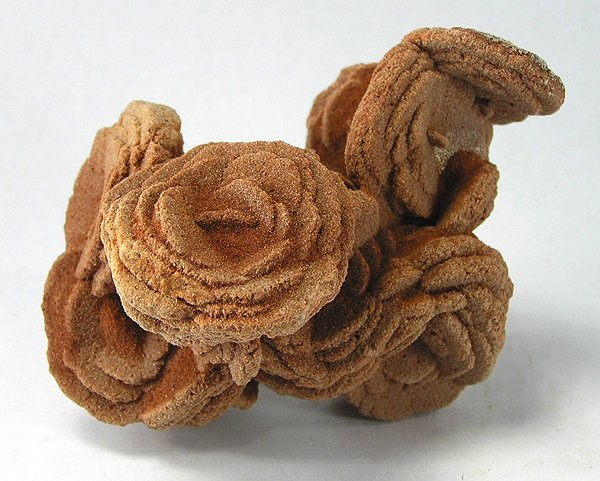
Barytökenros från Oklahoma i USA